# جوئل آنتونی
جوئل آنتونی (انگلیسی: Joel Anthony؛ زادهٔ ۹ اوت ۱۹۸۲) بازیکن بسکتبال اهل کانادا است.
از باشگاه‌هایی که در آن بازی کرده‌است می‌توان به میامی هیت، بوستون سلتیکس، دیترویت پیستونز، و سن آنتونیو اسپرز اشاره کرد.